# União das Freguesias de Celeirós, Aveleda e Vimieiro
Die União das Freguesias de Celeirós, Aveleda e Vimieiro ist eine portugiesische Gemeinde (Freguesia) im Kreis (Concelho) Braga, Distrikt Braga, im Nordwesten Portugals.

## Geschichte
Die Gemeinde entstand im Zuge der Gebietsreform vom 29. September 2013 durch die Zusammenlegung der ehemaligen Gemeinden Celeirós, Aveleda und Vimieiro.
Celeirós wurde Sitz der neuen Verwaltung.

## Demographie

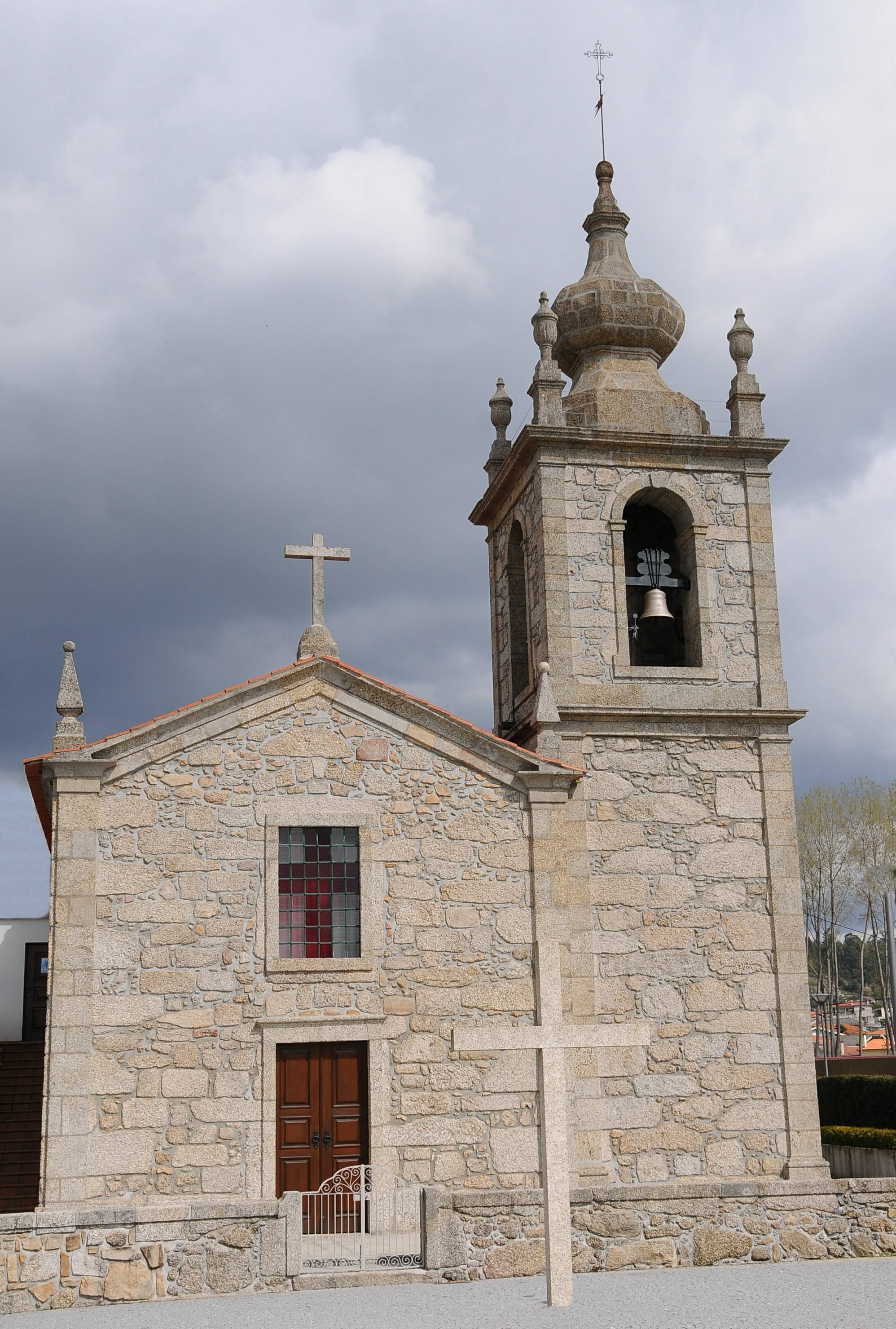
Pfarrkirche von Celeirós

| Freguesia | Freguesia                    | Freguesia | Freguesia       | ehemalige Freguesias | ehemalige Freguesias | ehemalige Freguesias | ehemalige Freguesias |
| --------- | ---------------------------- | --------- | --------------- | -------------------- | -------------------- | -------------------- | -------------------- |
| Wappen    | Freguesia                    | Einwohner | Fläche in (km²) | Wappen               | Freguesia            | Einwohner            | Fläche in (km²)      |
|           | Celeirós, Aveleda e Vimieiro | 6742      | 7,57            |                      | Celeirós             | 3294                 | 2,8                  |
|           | Celeirós, Aveleda e Vimieiro | 6742      | 7,57            | Aveleda              | 2149                 | 1,89                 |                      |
|           | Celeirós, Aveleda e Vimieiro | 6742      | 7,57            | Vimieiro             | 1229                 | 2,87                 |                      |